# مامان گفت (ترانه متالیکا)
«مامان گفت» (انگلیسی: Mama Said) ترانه‌ای از گروه هوی متال آمریکایی متالیکا است که در ششمین آلبوم استودیویی آن‌ها، لود، قرار دارد. موسیقی و شعر را جیمز هتفیلد (کردیت آهنگسازی به هتفیلد و لارس اولریک) نوشته است. شعر این ترانه داستان مرد یا پسری را روایت می‌کند که در تلاش برای یافتن مسیر خود در زندگی، درس‌های ارزشمندی می‌آموزد. این ترانه دربارهٔ رابطه مشکل دار هتفیلد با مادرش است. هنگامی که هتفیلد ۱۶ سال داشت، مادرش بر اثر سرطان درگذشت. «مامان گفت» از دوستی هتفیلد با وایلون جنینگز الهام گرفته شده است.
این ترانه در بین ترانه‌های عمدتاً متال متالیکا خودنمایی می‌کند. ژانر آن نوعی-ترکیب سبک از موسیقی کانتری، بلوز و هارد راک است. «مامان گفت» با گیتار آکوستیک آغاز می‌شود و در طول اجرا کر به آهنگی با طعم موسیقی کانتری وکال تبدیل می‌شود. در اواخر آهنگ به آکورد پاور کورد در گیتار الکتریک ختم می‌شود.
«مامان گفت» هرگز به عنوان لیست زنده متالیکا عرضه نشده است. هتفیلد این آهنگ را به صورت زنده تنها با استفاده از گیتار استیل آکوستیک بدون همراهی درام یا باس اجرا نموده است. هتفیلد این آهنگ را به همراهی خوانندگان موسیقی کانتری همچون جسی کولتر در سی ام تی، کنسرتِ اوت لاو (یاغی) به همراهی پوشش هتفیلد از وایلون جنینگز اجرا نموده است.

## نسخهٔ نمایشی
نسخه اولیه با نام «مامان گفت (داستان تا آنجاییکه)» در استودیو موسیقی با نام سیاهچال منزل لارس اولریک در ۱۴ آوریل ۱۹۹۵ ضبط شد.

## نماهنگ
در میان نماهنگ‌های متالیکا کمتر دیده شده که تمرکز نمآهنگ تنها بر شخص جیمز هتفیلد باشد. در نماهنگ «مامان گفت»، هتفیلد در صندلی پشت اتومبیلی نشسته است و آهنگ را با گیتاری آکوستیک می‌نوازد. به نظر می‌رسد این خودرو در بزرگراهی در جنوب غرب ایالات متحده در حال حرکت است در بخشی از نماهنگ به نظر می‌آید باقی اعضا گروه متالیکا در بیرون خودرو هستند در حالیکه خودرو از کنار آنها عبور می‌کند. هنگامی که آهنگ به پایان می‌آید زاویه دید دوربین از داخل خودرو بیرون می‌آید و معلوم می‌شود که در تمام مدت هتفیلد بر صندلی ثابتی در داخل یک استودیو فیلم‌سازی نشسته‌بود. او سپس پیاده به سمت اسبی می‌رود و افسار آن را می‌گیرد و قدم‌زنان دور می‌شود. نماهنگ در نوامبر ۱۹۹۶ در لندن به کارگردانی آنتون کوربین ساخته‌شده است.

## دست‌اندرکاران
اطلاعات از یادداشت‌های آلبوم اقتباس شده است.
متالیکا
- جیمز هتفیلد – خواننده، گیتار آکوستیک، گیتار ریتم
- کرک همت – گیتار لید
- جیسون نیوستد – بیس
- لارس اولریک – درامز

نوازنده اضافی
- جیم مک‌گیلوری – دایره‌زنگی[۹]